# Marius Trésor
Marius Trésor (ur. 15 stycznia 1950 w Sainte-Anne na Gwadelupie) – francuski piłkarz pochodzenia gwadelupskiego. Został uwzględniony przez Pelégo w FIFA 100 w marcu 2004.
Kariera Trésora zaczęła się we francuskim klubie AC Ajaccio. Grał również w Olympique Marsylia i Girondins Bordeaux. Z Marsylią zdobył Puchar Francji w 1976 i Mistrzostwo Francji w 1984. Dla reprezentacji Francji Trésor grał w mistrzostwach świata w 1978 i 1982.